# Laurine van Riessen
Laurine van Riessen, född den 10 augusti 1987 i Leiden, Nederländerna, är en nederländsk skridskoåkare och tävlingscyklist.
Hon tog OS-brons på damernas 1 000 meter i samband med de olympiska skridskotävlingarna 2010 i Vancouver.